# Бухарестский университет
Бухарестский университет (рум. Universitatea din București) — крупнейший университет Румынии. Основан в 1864 году указом князя Александру Иоана Кузы.
Обучение ведётся на румынском и английском языках, всего обучается около 30 тыс. студентов. Действует 18 факультетов: математический, физический, химический, биологический, юридический, географический, философский, геологии и геофизики, журналистики и коммуникаций, иностранных языков и филологии, политологический, филологический, социологический, исторический, психологии и педагогики, баптистской теологии, православной теологии, римско-католической теологии. У университета есть собственная библиотека.
Среди известных разработок — первый румынский искусственный спутник Земли Goliat. Играет заметную роль в общественной и политической жизни страны, в частности, в 1990 году на университетской площади профессорами и студентами устроена крупная акция гражданского неповиновения (голаниада), закончившаяся кровопролитием, а один из её лидеров — Эмиль Константинеску — впоследствии стал ректором университета и президентом Румынии (1996—2000).

## Награды
- Великий офицер ордена «За заслуги перед культурой»[рум.] в категории H «Научные исследования» (28 ноября 2024 года, Румыния)[1].